# Francesco Foscari

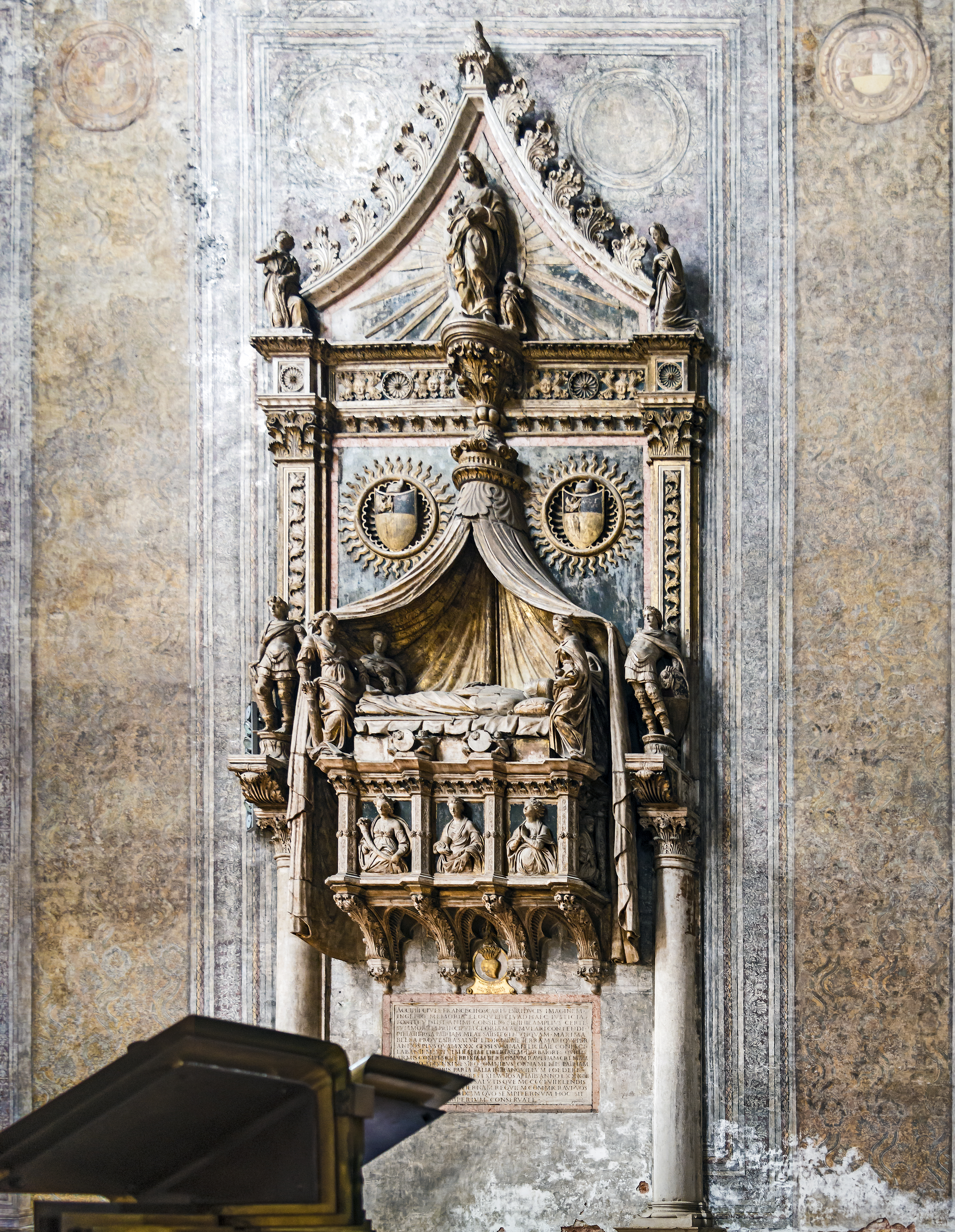
Tombeau dans la basilique Santa Maria Gloriosa dei Frari

Francesco Foscari, né en 1373 en Égypte et mort le 1er novembre 1457 à Venise, est le 65e doge de Venise. Il est élu en 1423 et son dogat, le plus long de l'histoire, s'achève en 1457.

## Biographie
Francesco Foscari nait en Égypte où son père est en exil.[réf. nécessaire] En 1391, il se rend pour la première fois à Venise. Au service de la république, il fait une rapide et brillante carrière : en 1400, il est sénateur, en 1404, il devient membre du conseil des Dix et en 1418, procurateur de Saint-Marc. Il est aussi ambassadeur auprès de l'empereur Sigismond, du sultan Mehmed Ier et de Jean-François de Mantoue.
Par ses contemporains, il est décrit comme un brillant orateur, avec une grande capacité de persuasion et une excellente mémoire.

### Le dogat
Francesco Foscari est élu le 15 avril 1423 de préférence à l'amiral Pietro Loredano. Grâce à lui la république de Venise connait son plus long règne (plus de 34 ans), ainsi que la plus grande expansion territoriale de son histoire, réunissant sous une seule législation toute la Vénétie et le Frioul.
Pietro Loredano adopte à son égard une attitude d'hostilité systématique au point que Foscari déclare un jour, devant le Sénat, qu'il ne sera pas véritablement doge tant que cet opposant systématique sera en vie.
Par coïncidence, Pietro Loredano et son frère Marco meurent quelques mois plus tard ; on parle d'empoisonnement, ce que Jacopo Loredano fait graver sur leurs pierres tombales avant d'inscrire sur ses livres de compte que les Foscari lui doivent deux vies.
Déjà son prédécesseur Tommaso Mocenigo disait de lui : « […] Nombre d'entre vous inclinent vers Messire Francesco Foscari ; ils ne voient pas qu'il est orgueilleux et menteur, que sa fortune est sans assises, qu'il promet beaucoup et tient peu. S'il est nommé doge, vous serez perpétuellement en guerre. »
Son règne est caractérisé par la guerre d'abord avec les Visconti puis contre les Turcs, par des luttes internes entre les grandes familles et des catastrophes naturelles comme la sècheresse de 1424, les nombreuses montées des eaux, le gel de la lagune en 1431 qui paralyse la ville pendant des mois, le tremblement de terre de 1451 et enfin la peste qui tue quatre de ses onze enfants.
En 1430, Andrea Contarini, incité par les Loredan, attente à la vie du doge en le poignardant.
Le 5 novembre 1450, le chef des Décemvirs, Ermolao Donato est assassiné. L'unique fils de Francesco Foscari encore en vie, Jacopo Foscari, est accusé de ce meurtre malgré l'absence de preuves : quelque temps auparavant, Donato l'avait fait condamner à l'exil pour avoir accepté des subsides de chefs d'État étrangers. Jacopo est torturé puis exilé en Crète.
En 1455, Jacopo écrit à Francesco Sforza, duc de Milan, pour lui demander d'intercéder en sa faveur auprès du gouvernement vénitien. La lettre tombe entre les mains du conseil des Dix ; ramené à Venise, Jacopo reconnait en être l'auteur mais uniquement à cause de son désir de revoir son pays.
Il est condamné à l'exil perpétuel en Crète et à être enfermé pendant la première année. En outre, on le menace de mort pour le cas où il lui prendrait le souhait d'écrire d'autres lettres du même genre.
C'est à ce moment-là qu'un noble vénitien, Nicolo Erizzo, révèle sur son lit de mort être le véritable meurtrier de Donato ; plusieurs sénateurs décident alors de plaider la grâce de Jacopo Foscari mais celui-ci meurt en 1457 dans sa prison de Crète.

### Abdication et mort
Le doge ne recueille plus la sympathie de certaines familles nobles en raison des longues guerres qui appauvrissent les caisses de l'état. Élevé à la dignité de Decemvir en 1457, Jacopo Loredano œuvre pour obliger le doge à abdiquer. Francesco Foscari se désintéresse progressivement des affaires de l'État, refusant d'assister aux séances du Conseil. Avec l'accusation de ne pas s'être présenté à une séance, en 1457, trois nobles du conseil des Dix se rendent chez lui et lui retirent sa coiffe ducale et brisent l'anneau, lui ordonnant d'abdiquer sous peine de confiscation de tous ses biens. Le vieux doge accepte, mettant fin au plus long dogat de l'histoire.
Le 30 octobre 1457, le son des cloches de la basilique Saint-Marc annonçant l'élection de son successeur, Pasqual Malipiero, l'affecte tellement qu'il en meurt deux jours plus tard.
La majorité des sénateurs sont informés du décès au cours de la messe dominicale. L'embarras en raison de l'humiliation infligée au doge est général, on assiste à d'importantes manifestations populaire contre le conseil des Dix qui est tenu pour responsable de ces faits. En raison de l'agitation des familles fidèles au doge, le conseil impose des funérailles d'État auxquelles Malipiero apparait dans une simple tenue de sénateur ; au soir des funérailles, Loredano inscrit dans son livre de comptes « les Foscari m'ont payé. »
Francesco Foscari est enterré dans un somptueux tombeau dans le chœur de la basilique Santa Maria Gloriosa dei Frari, sur le mur droit face à celui de Niccolò Tron.

## Divers

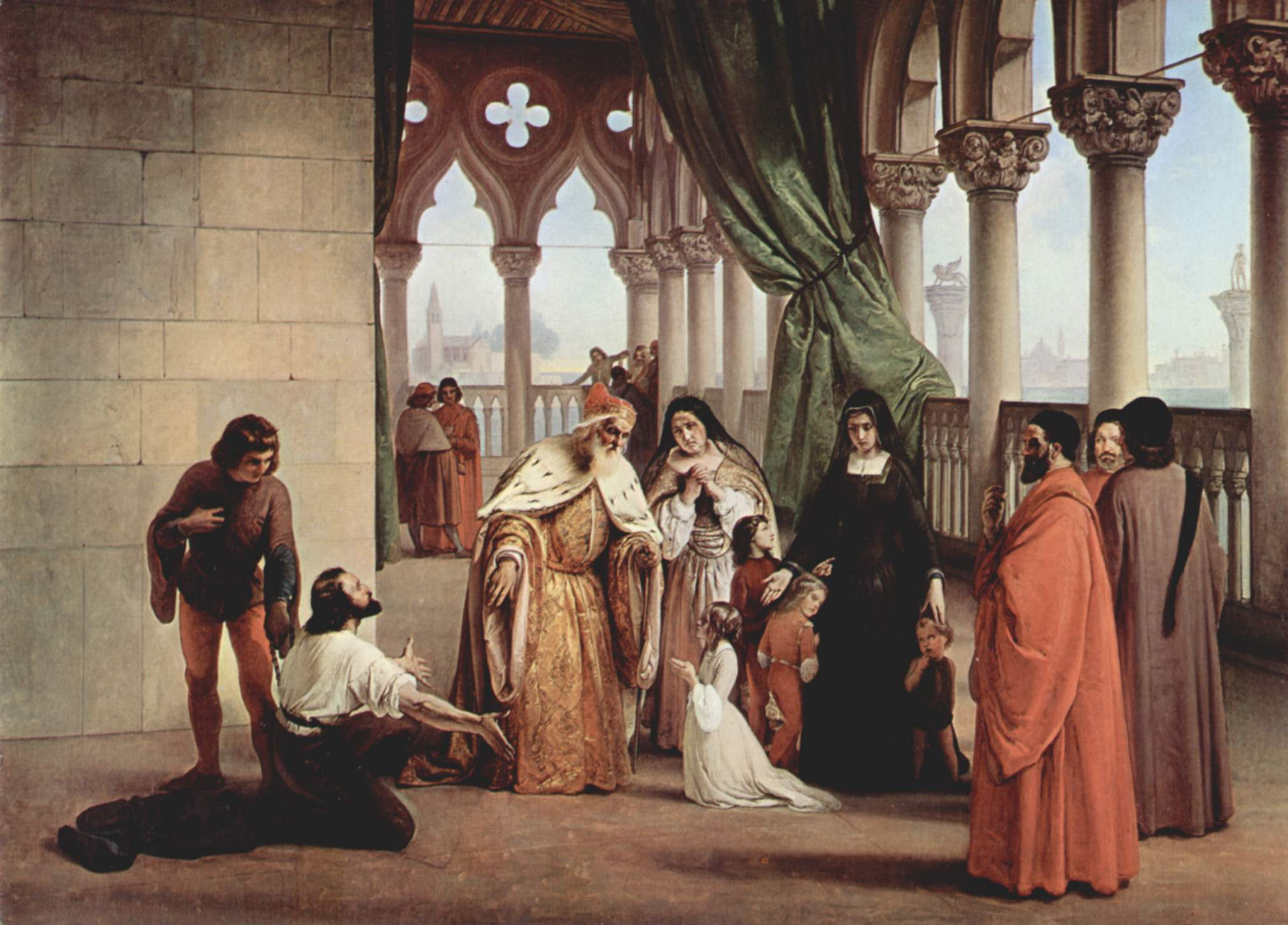
Francesco Hayez, Les deux Foscari (1852-1854), Florence, Galerie d'Art moderne.

L'histoire de Francesco Foscari a inspiré un drame de Lord Byron, The two Foscari, dont Verdi tira l'action de son opéra I due Foscari. Cet épisode a par ailleurs inspiré un tableau de Francesco Hayez et un autre d'Eugène Delacroix sur le même thème datant de 1855.

## Iconographie

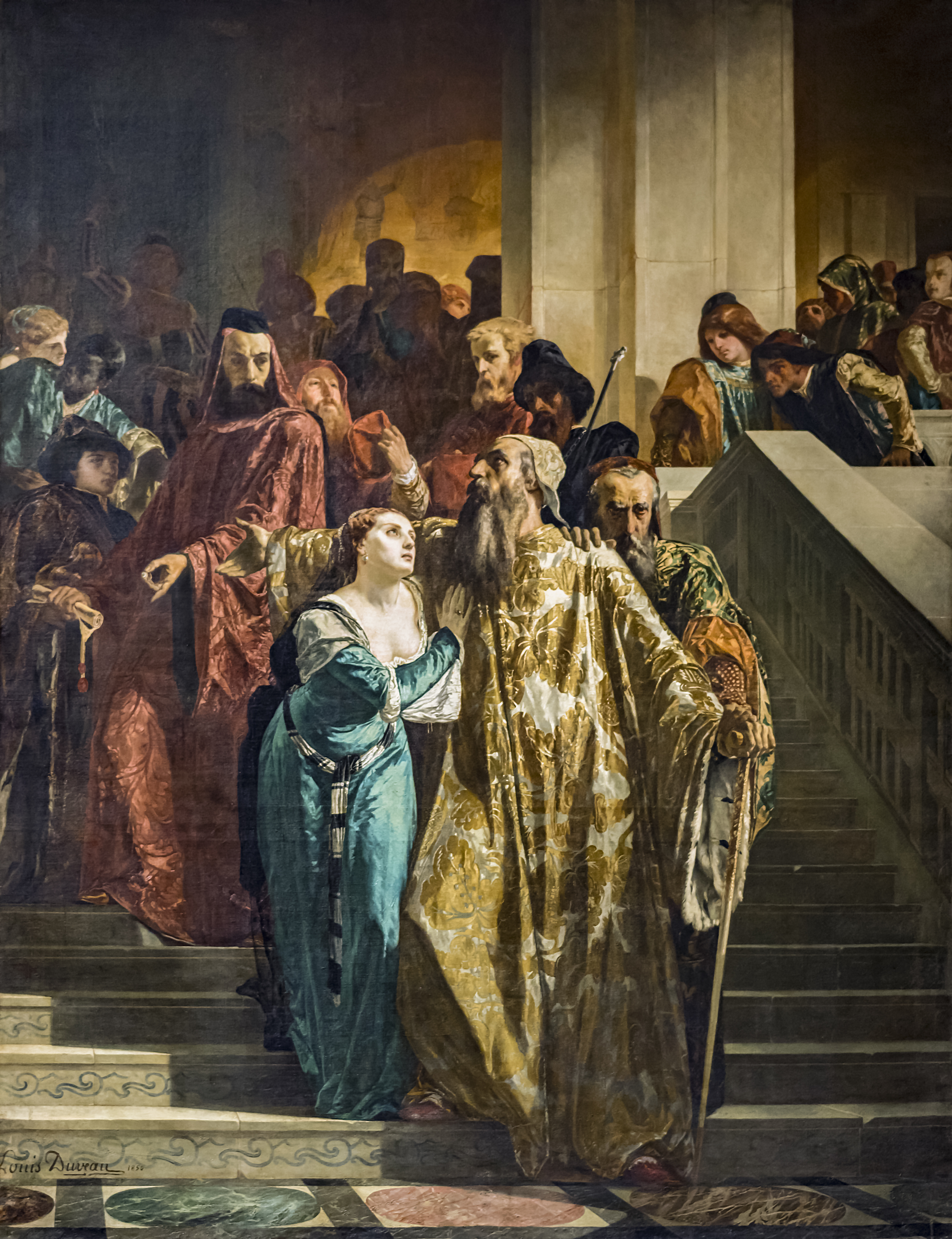
Louis Duveau, L'Abdication du doge Foscari (1850), Toulouse, musée des Augustins.

- Lazzaro Bastiani, Francesco Foscari, vers 1457–1460, Venise, Museo Correr ;
- Francesco Hayez, Les deux Foscari, 1852-1854, huile sur toile, Florence, Galerie d'Art moderne ;
- Louis Duveau, Abdication du doge Foscari, 1850, huile sur toile, Toulouse, musée des Augustins ;